# Іваницький Борис Георгійович
Бори́с Гео́ргійович Івани́цький (8 березня 1878, Суми — 4 квітня 1953, Детройт, США) — український лісознавець, громадський і політичний діяч, журналіст, редактор, педагог; міністр землеробства Директорії Української Народної Республіки.
Був другим ректором Української Господарської Академії (займав посаду з 1926–1935 рік)
Відповідно до українського законодавства є борцем за незалежність України у ХХ столітті.

Лісознавець Борис Іваницький

## Біографічні відомості
Борис Георгійович Іваницький народився 8 березня 1878 року в Сумах в сім'ї агронома-практика, що походив із дрібної шляхетської родини губернського секретаря у с.Самотоївка. Мати — українізована полька, дочка орендаря з Полтавщини .
Закінчив Самотоївську народну школу, Сумське реальне училище (1896 р.), Петроградський лісовий інститут .
У 1917—1918 роках організатор і директор Лісового департаменту уряду УНР.
1919 року УНР було повалено. Борис Іваницький разом з урядом виїхав до Вінниці, потім — до Кам'янця-Подільського, де, поряд з адміністративною роботою (виконував обов'язки помічника міністра земельних справ), працював викладачем на сільськогосподарському факультеті Кам'янець-Подільського державного українського університету: від 24 грудня 1919 року — лектор із лісознавства, завідувач кабінету лісівництва . До 14 жовтня 1920 року — міністр рільництва УНР.
В еміграції у Чехії організатор та професор Української господарської академії у Подєбрадах, пізніше у США; член НТШ; з 1948 року голова Української Національної Ради.
1944 року Іваницький знову переїхав до Польщі, потім Чехословаччини, Австрії та Німеччини. Від червня 1945 року працював професором Українського технічно-господарського інституту (УТГІ) в Регенсбурзі (Баварія). 1947 року професора Іваницького обрали ректором цього інституту. Очолював його до 1952 року. За великі заслуги на терені лісової науки професорською радою УТГІ Борис Іваницький був удостоєний почесного звання доктора honoris causa.
У жовтні 1951 року відбулося останнє засідання професорської ради УТГІ під головуванням Іваницького. Невдовзі тяжко хворий учений передав справи своєму наступнику В.Доманицькому і виїхав до США (Детройт) на постійне проживання в родині сина. 4 квітня 1953 року Бориса Георгійовича Іваницького не стало.
Іваницького поховали в Детройті, а 1980 року перепоховали на українському православному цвинтарі в Баунд-Брук, штат Нью-Джерсі.

## Наукова діяльність
Автор першої праці українською мовою з питань лісівництва — «Як збутися ярів та пісків». Її 1907 року видало київське видавництво «Просвіта». У праці вказано причини збільшення площ ярів та пісків в Україні, надано практичні рекомендації щодо боротьби із зазначеним явищем.
Іваницький створив свою школу українських лісівників.
Праці із лісознавства:
- «Ліси й лісове господарство на Україні» (два томи, 1936—1939):
  - Ліси й лісове господарство на Україні. — Варшава : Український Науковий Інститут, 1936. — Т. 2. — 124 с.
- «Курс лісівництва»;
- «Дендрологія».

Монографію «Ліси й лісове господарство на Україні» Іваницький вважав головною своєю працею. В ній широко представлено матеріали про український ліс та його значення у різні періоди історії українського народу. У цій праці вперше проблема українського лісу розглянута в історичній і національній перспективі. Ліс, який вважався лісом півдня Росії, Іваницький у своїх працях представив як український, що має власну історію та специфіку розвитку.

## Увічнення пам'яті
Іменем Бориса Іваницького у рамках декомунізації перейменовано вулицю у Боярці (колишня вул. Комсомольців 20-х років), в районі Боярської Лісової Дослідної Станції. 23 червня 2013 р. у с. Самотоївка на будівлі школи встановлено меморіальну дошку в честь видатного земляка.